# Культура Сербии
Сербская культура — культура Сербии и сербов. Она развивалась под сильным влиянием Византийской империи и православия.

## Письменность
Развитие письменности в Сербии связано с просветительской деятельностью учеников Кирилла и Мефодия, проповедовавших и отправлявших богослужение на славянском языке. Необходимо отметить, что сербы довольно долго употребляли глаголицу наряду с кириллицей. Глаголическая традиция подпитывалась в сербских землях благодаря поступлению глаголической письменности из Хорватии, где осели некоторые последователи Кирилла и Мефодия. Распространение получила и латинская письменность. Особое сильное влияние исходило из таких крупных романских городов на Адриатике, как Дубровник и Бар. Характерной особенностью функционирования письменности в сербских землях в IX—XII вв. было то, что славянские глаголица, кириллица и памятники на латинском языке употреблялись не в каких-то компактных зонах с четко очерченными границами, а вперемешку в одних и тех же областях. Письменных памятников вышеуказанного периода не сохранилось.

### Средние века

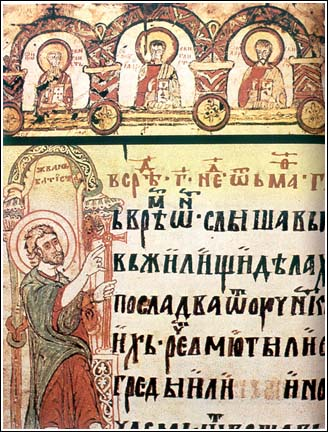
Мирославово Евангелие

Старейшей из уцелевших сербских кириллических датированных рукописей является «Мирославово Евангелие» (серб. Мирослављево Јевађеље, 1185 год). Оно было создано по заказу хумского князя Мирослава (серб. Мирослав Завидовић) и отражает нормы правописания зетско-хумской школы. Чуть младше его написанная на сербском народном языке «Грамота бана Кулина» (1189) — боснийского правителя, заключившего мир с Дубровником. Более древним считается глаголический Клоцов сборник X—XI вв., возникший скорее всего в болгарско-сербской культурной контактной зоне. Спорным является место происхождения глаголического «Мариинского Евангелия», написанного в Македонии или на юго-востоке Сербии в то же время.
Оригинальным сербским литературными памятниками X—XII вв. предположительно считаются «Хроника сербских князей», житие князя Владимира (997—1019) и «Дуклянская летопись» X—XII вв., вошедшие в сокращенном и переработанном виде в так называемую «Летопись попа Дуклянина» или «Барский родослов». Это произведение было создано анонимным сербским священником из Дукли (Зеты) и составлено первоначально на славянском языке, а затем переведено на латинский язык.
Более упорядоченный и регулярный характер развитие сербской литературной жизни приобрело в конце XII — начале XIII в. после образования сильного сербского централизованного государства и утверждения у власти представителей династии Неманичей. В этот период появление в сербских землях значительного количества переводной и оригинальной болгарской, русской и греческой литературы способствовало зарождению собственного оригинального литературного творчества. Начало ему положил Савва Сербский, составив житие своего отца Стефана Немани (в монашестве Симеона) в 1208 году. Вносили свой вклад в развитие литературы того времени и анонимные сербские книжники. Один из них составил в Хиландаре житие Саввы вскоре после смерти святого, которое было затем расширенно за счет рассказа о перенесении мощей подвижника в Милешево и обогатилось другими добавлениями, вошедшими в текст так называемого «Краткого жития св. Саввы» (1240 г.).
Большое место занимает героический эпос. Весь сербский средневековый эпос фольклористы делят на несколько основных циклов:
1. докосовский, включающий песни о представителях династии Неманичей;
2. косовский — о поражении войска князя Лазаря от турок;
3. кралимарковский — о сербском королевиче Марко;
4. о сербских и несербских правителях XV-XVII вв., боровшихся против турецких поработителей;
5. гайдуцкий — о благородных разбойниках, мстивших туркам за народные беды и унижения в XV—XVIII вв.;
6. ускокский — о сербах из пограничных поселений на венецианских и австрийских территориях, совершавших набеги на турок в XVII—XIX вв.

Косовская битва (1389 г.) (серб. Косовска битка) и её последствия имели сильное влияние на сербскую культуру. В частности, на литературу. Создается Косовский цикл, принадлежащий к жанру героического эпоса. Песни цикла призваны возбуждать героические чувства и призывали на борьбу с завоевателями, прославляли героев и обличали трусость и измену. В целом произведение глубоко драматично, а центральная фигура песен — князь Лазарь, возглавивший сербов во время битвы.
Третий цикл песен объединяется фигурой Марко Кралевича, прототипом которого послужил сын деспота Вукашина. В эпосе он превратился в богатыря с усами и волосами до земли. Он стал олицетворением доблести, мужества, честности. Он вступает в бой только по необходимости, и не боится никого кроме Бога. Он становится любимым сербским эпическим героем. После косовской битвы появляются проложное житие, служба, похвальные слова посвященные князю Лазарю. Появляется летописный жанр: «Старшая летопись», «Младшая летопись». В целом, сербская культура периода турецкого владычества переживает упадок.
Сербское религиозное наследие
Хиландар – первый и самый главный монастырь, 1 из 20 на Афоне. Впервые упомянут в конце 10 века - 985,Алексей 3 – тесть Стефана Первовенчанного, в 1176 году пал. Савва ушел на Афон в 16 лет, 1235 – умер, оказывается в Хиландаре, зовёт Симеона. В 14 веке ему подарили 360 сел, было 90 монахов(это много). Савва пишет «Типикон» - свод правил поведения для монахов. Ктитор- основатель монастыря. Все монахи одаривали Хиландар кроме Лукашина и Марка. Марко – сын Лукашина, Лукашин был королём. Пирк – башня, строит милутин, также Урош 1. Карея – келья святого Саввы(написал там карейский типикон). 2004 – был пожар, половина сгорела.
Церковь Святого Петра – там крестился Стефан Неманя. Там были богомилы(движение, зароостризм, идет из Болгарии 10 века, потом в Италию, от Персии до южной Франции, были катары, дальше крестовый поход. 
Церковь Богородицы Левижской(в Студенице) – 1307, 5 куполов, 3-нефная. 
Школы: Косово-метохская – она же болгаро-византийская(сербская), моравская, ратушская
```
 Церковь Святого Георгия – основатель Стефан Неманя.
Студеница – 1196, вход с южной стороны(Юнеско). Строилась при Стефане Немани. Пример Рашской школы. Итальянское окно. Рельеф. Над Барабаном Купол. Мраморная облицовка. Много вертикальных линий как устремлённость к небу. Мощи Святой Анастасии и Немани. Справа от входа – церковь. Ещё была церковь Святого Николая. Родослав пристроил Припрату. 1нефная базилика с барабаном. Территория монастыря большая. 
```

Жича – южнее Студеницы. Красный кирпич. Строил Святой Савва. Ок.1220 года. Находится на одинаковом расстоянии от Константинополя и Рима. Разрушил Михаил Шишман. Есть влияние западного стиля. К 1560 осталось 2 монаха. В 1855 началось восстановление Жичи при Негоше, строил Александр Карегеоргиевич. 
Милешева – прославилась тем, что там умер и был похоронен Святой Савва в 1235(Владислав перевез их туда, тесть Иван Асень помог). Второй по красоте после Студеницы. Это на территории нынешней Черногории. Церковь обновляет Макарий Соколович – становится сербским патриархом(один из главных у Андрича). В 1334 – турки спалили мощи Саввы. 1 неф, 3 апсиды. Мужской монастырь. Тоже рашская школа.
Морача – задужбина(завещание на помин души) Стефана, сына Вукана Неманича.  
Градац – задужбина Елены Анжуйской(жена Уроша 1). Аркбутаны – черта готического стиля, вообще в готике для поддрежки, но здесь декоративный характер в честь Елены Анжуйской. 
Запачане – не случившийся сербский ренессанс. Это задужбина Уроша 1, там похоронили его вторую жену Анну Дондолу(организовала крестовый поход). Рядом колокольня. 
Печская патриархия – церковь Димитрия строил Никодим, с юга – церковь Богородицы – строил архиепископ Данила, в середине светого Апостола – построил Арсений. Данила был в своё время игуменом Хиландаря, спас имущество монастыря от разбойников, уходит в келью святого Саввы, т.к. выжил Никодим, только после смерти Никодима Данил стал архиепископом. Глава церкви – Макарий Соколович.

## Вторая половина XX века
Культурная жизнь Сербии после освобождения страны в 1945 году развивалась в тесной связи с культурой других народов Югославии. Глубокие экономические преобразования, осуществлённые в период построения югославской модели социализма, привели к быстрому увеличению населения городов и значительному повышению уровня жизни. Расход с Советским Союзом в 1948 году способствовал активному проникновению в Сербию западноевропейской культуры и актуального искусства. Несмотря на сохранение идеологического контроля коммунистической партии над культурой, в целом она развивалась достаточно свободно. Литература и искусство конца 1940-х — начала 1950-х достигли свои вершины в книгах Иво Андрича и Бранко Чопича, картинах Джордже Андреевича Куна и архитектуре Нового Белграда. Либерализация общественной жизни в 1950-х способствовала развитию новых тенденций в искусстве. Большое влияние на сербскую культуру оказала деятельность философского кружка, группировавшегося вокруг загребского журнала «Praxis». Среди авторов новой волны особую роль играли Михайло Лалич, Добрица Чосич, Миодраг Булатович, Меша Селимович и другие. Мировую славу завоевали произведения Данилы Киша. Лидером современного театрального искусства бесспорно являлся белградский театр «Ателье 212». В 1967 году в Белграде был основан международный театральный фестиваль BITEF, вскоре ставший одним из ведущих театральных смотров Европы. Высокого уровня достигло сербское киноискусство в работах режиссёров Владимира Погачича, Александра Петровича, Горана Паскалевича и других. Развитие художественного искусства в Сербии было тесно связано с мировыми тенденциями в живописи (абстракционизм, поп-арт, неокубизм, новый реализм, неоконструктивизм, минимализм) и скульптуре (работы Ольги Янчич, Матии Вуковича и др.). Широкую известность приобрело так называемое «наивное искусство», основанное на фольклорных традициях. В середине 1950-х возник и стал быстро развиваться феномен поп-культуры. Огромную популярность завоевал певец Джордже Марьянович. С 1960-х гг. в среде сербской молодёжи быстро расширялась увлечение рок-музыкой. В архитектуре преобладало массовое жилищное строительство. К наилучшим образцам югославской современной архитектуры относятся дворец «Београдянка», здание Национальной библиотеки и Музей современного искусства в Белграде.

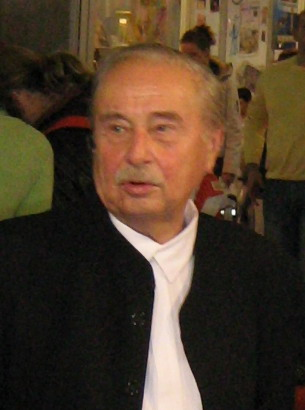
Милорад Павич

Коррозия коммунистического режима в 1980-х гг. способствовала переосмыслению югославской истории, развитию молодёжной неофициальной культуры, главным центром которой стал Белград, и усилению либеральных идей в литературе (Д. Киш, А. Исакович, М. Ковач). Великое влияние для развития сербской культуры имело и патриотическое направление в литературе и искусстве, стремящееся к возрождению сербской нации и великосербской идеи. Эти тенденции нашли своё отражение в выступлениях деятелей науки и искусства, произведениях Вука Драшковича, Данко Поповича, Милорада Павича, в режиссёрских работах Борислава Михайловича-Михиза и других. Существенно также усилилось общественное влияние Сербской православной церкви. В то же время, 1990-е гг. характеризовались снижением уровня массовой культуры и доминированием «лёгких жанров». Огромную популярность приобрела поп-музыка стиля турбо-фолк. Параллельно развивалось актуальное искусство, представленное, в частности, работами участников арт-группы FotograFIA, театром «KULT», проектами «URBAZONA», «Dibidon» и др. Важными центрами современного искусства являлись независимая радиостанция «Радио Б92» и белградский киноцентр «Rex». Мирового признания достигло сербское киноискусство в режиссёрских работах Горана Паскалевича, Срджана Драгоевича, Раши Андрича и, особенно, Эмира Кустурицы.